# Miguel de Capriles
Miguel Angel de Capriles (Città del Messico, 30 novembre 1906 – San Francisco, 24 maggio 1981) è stato uno schermidore statunitense.
È il fratello dello schermidore José de Capriles.

## Palmarès
In carriera ha conseguito i seguenti risultati:
- Giochi olimpici:

Los Angeles 1932: bronzo nella spada a squadre.
Londra 1948: bronzo nella sciabola a squadre.